# أندريا تيسيوري
أندريا تيسيوري (بالإيطالية: Andrea Tessiore)‏ (مواليد 1 أكتوبر 1999) هو لاعب كرة قدم إيطالي يلعب كلاعب خط وسط لنادي لاتينا Serie C Group C.